# Шелофастова, Тамара Анатольевна
Тамара Анатольевна Шелофастова (род. 11 июня 1959, Ленинград, СССР) — советская пловчиха. Многократная чемпионка и рекордсменка СССР. 

## Биография
Выступала под флагом общества СКА (Ленинград) (1973—1977). 
Специализировалась в плавании вольным стилем и  баттерфляем. Входила в состав сборной СССР  в 1973—1977 годах.
Восьмикратная чемпионка СССР, по три раза была серебряным и бронзовым призёром. Четырнадцатикратная рекордсменка СССР в плавании вольным стилем и баттерфляем, а также в эстафетах. 
Участница первого чемпионата мира по плаванию 1973 года и второго в 1975 году.
Участница Летних Олимпийских игр 1976 года в трёх дисциплинах: 100 м, 200 м баттерфляем (финишировала 8-й и 7-й соответственно) и комбинированной эстафете 4 × 100 м (4-е место).
Активно и успешно выступала в ветеранских соревнованиях.